# George Hall
George Hall (Toronto, Ontario; 19 de noviembre de 1916 - Hawthorne, Nueva York; 21 de octubre de 2002) fue un actor canadiense, más conocido por su interpretación de un anciano Indiana Jones en la serie de televisión Las aventuras del joven Indiana Jones (1992). Su debut se produjo en Broadway en 1946. Otro de sus papeles representativos fue el de Mr. Eldridge en la serie Remember WENN, que fue transmitida a mediados de los años 90.

## Filmografía

### En cine y televisión

#### Series de televisión
- Armstrong Circle Theatre (1951) — Únicamente en el episodio "Danny's Tune"
- Toast of the Town (1951)
- The Patricia Bowman Show (1951)
- Summer Video Theatre (1952) — Sólo en el episodio "Desk Clerk"
- The DuPont Show of the Month (1958) — Episodio "Aladdin"
- Brenner (1959) — Episodio "The Thin Line"
- The Edge of Night (1956)
- That Was the Week That Was (19564)
- Ryan's Hope (1980-1981) — En 2 episodios "1461", "1407"
- Monsters (1989) — Episodio "The Farmer's Daughter"
- Loving (1983, 1992) — En 2 episodios, incluyendo el piloto de la serie.
- Las aventuras del joven Indiana Jones (1992-1993) — A lo largo de 22 episodios interpretó a Indiana Jones figurando tener 93 años de edad. El primero de ellos fue "Young Indiana Jones and the Curse of the Jackal", mientras que su última aparición en la serie fue en el capítulo "Transylvania, January 1918"
- Remember WENN (1996-1998) — A lo largo de 44 episodios interpretó a Tom Eldridge. Su primera aparición fue en el capítulo "On the Air" y la última en "All's Noisy on the Pittsburgh Front"
- Murder in Small Town X (2001)

#### Miniseries
- The Scarlet and the Black (1993)

#### Películas para televisión
- Rodgers and Hammerstein's Cinderella (1957) — Como el guardia del rey
- Samson and Delilah (1996)

#### Cortometrajes
- George Hall and His Orchestra (1936)

#### Cine
- A Canterbury Tale (1944) — Como un policía (no acreditado)
- From the Hip (1987)
- Johnny Be Good (1988)
- Red (1994)
- Mrs. Brown (1997)
- Un papá genial (1999)

## En bandas sonoras
- George Hall and His Orchestra (1936) — Compuso las canciones "Jersey Bounce", "I'm One Step Ahead of My Shadow", "When a Lady Meets a Gentleman Down South", "Skeleton Dance" y "Night and Day".
- Rodgers and Hammerstein's Cinderella (1957) — Interpretó "Royal Dressing Room Scene".
- Remember WENN (1996-1998)
- Balto 2: Wolf Quest (2002) — Interpretó "Who You Really Are" y "The Grand Design".